# 지방분해

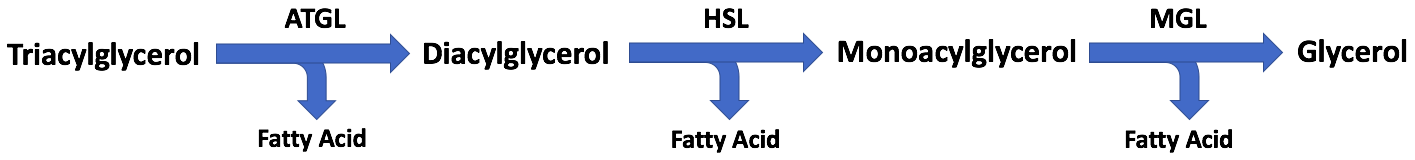
지방분해에 관여하는 세 단계의 가수분해를 나타낸 그림. 첫 번째 단계에서는 지방 트라이글리세라이드 라이페이스(ATGL)에 의해 트라이아실글리세롤이 가수분해되어 다이아실글리세롤을 만든다. 두 번째 단계에서 호르몬 민감 라이페이스(HSL)에 의해 촉매되는 과정을 통해 다이아실글리세롤이 가수분해되어 모노아실글리세롤이 만들어진다. 마지막 단계에서 모노아실글리세롤이 가수분해되어 글리세롤이 되며, 이 과정은 모노아실글리세롤 라이페이스(MGL)가 촉매한다.

트라이아실글리세롤

지방분해(脂肪分解, 영어: lipolysis)는 지질인 트라이글리세라이드가 글리세롤과 자유 지방산으로 가수분해되는 대사 경로이다. 금식 중이거나 운동을 할 때 저장된 에너지를 이용하기 위해 지방분해가 발생하며, 주로 지방조직에 있는 지방세포에서 일어나는 과정이다. 지방분해를 조절하는 가장 중요한 호르몬은 인슐린이다. 지방분해는 금식 중일 때와 같이 인슐린의 작용이 낮은 수준까지 떨어져야만 일어날 수 있다. 지방분해에 영향을 미치는 또 다른 호르몬에는 글루카곤, 에피네프린, 노르에피네프린, 성장호르몬, 심방나트륨이뇨펩타이드, 뇌나트륨이뇨펩타이드, 코르티솔 등이 있다.

## 같이 보기
- 지방